# Villeneuve-les-Cerfs
 Villeneuve-les-Cerfs  es una población y comuna francesa, situada en la región de Auvernia, departamento de Puy-de-Dôme, en el distrito de Riom y cantón de Randan.

## Demografía
| 305 | 228 | 260 | 306 | 423 | 399 |
| Para los censos de 1962 a 1999 la población legal corresponde a la población sin duplicidades (Fuente: INSEE [Consultar]) |     |     |     |     |     |